# Pyrrhichius
Ein Pyrrhichius (altgriechisch πυρρίχιος pyrrhíchios, abgeleitet vom Waffentanz, der πυρρίχη Pyrrhiche, auch παρίαμβος paríambos und δίβραχυς díbrachys, deutsch ‚zweimal kurz‘, lateinisch pyrrhichius oder bibrevis) bezeichnet in der antiken Verslehre einen Versfuß, der aus zwei kurzen Silben besteht, nach dem Schema ◡◡. Er ist somit ein Brachysyllabus und der kürzeste Versfuß überhaupt.